# Brea de Aragón (kommunhuvudort)
Brea de Aragón är en kommunhuvudort i Spanien.   Den ligger i provinsen Provincia de Zaragoza och regionen Aragonien, i den nordöstra delen av landet, 210 km nordost om huvudstaden Madrid. Brea de Aragón ligger 559 meter över havet och antalet invånare är 2 022.
Terrängen runt Brea de Aragón är kuperad. Runt Brea de Aragón är det ganska glesbefolkat, med 43 invånare per kvadratkilometer. Närmaste större samhälle är Calatayud, 19,2 km söder om Brea de Aragón. Omgivningarna runt Brea de Aragón är i huvudsak ett öppet busklandskap.